# Cathédrale Saint-Georges de Londres
Cette  cathédrale ne doit pas être confondue avec une autre cathédrale de Londres.
 D’autres cathédrales portent le nom de cathédrale Saint-Georges.
La cathédrale Saint-Georges est une église orthodoxe d'Antioche située dans le district londonien de Camden. Elle se trouve sur Albany Street à St Pancras.
Elle a été construite par Sir James Pennethorne, pour servir de lieu de culte au quartier en grande partie de la classe ouvrière de Cumberland Market. Consacrée comme une église anglicane en 1837 avec le nom de Christ Church (Église de Christ), elle s'est établie fermement dans le mouvement d'Oxford.
Le clocher est exceptionnellement faible en comparaison avec le corps principal de l'église. Il n'y a presque pas de décoration à l'extérieur.
Le 26 janvier 1950, l'église a accueilli les obsèques de George Orwell, car elle était située près de l'hôpital, où il mourut.
En 1989, elle a cessé d'être un lieu de culte anglican et devint la cathédrale Saint George (Saint-Georges) affectée au culte orthodoxe d'Antioche. Un nouveau toit y a été construit en l'an 2000.
Le 10 juin 1954, l'église a été classée "Grade II*" par l'English Heritage.

## Source
- (en) Cet article est partiellement ou en totalité issu de l’article de Wikipédia en anglais intitulé « St. George's Cathedral, London » (voir la liste des auteurs).